# Jankowice Wielkie
Jankowice Wielkie (deutsch: Groß Jenkwitz) ist ein Ort der Landgemeinde Olszanka (Alzenau) im Powiat Brzeski der Woiwodschaft Oppeln in Polen.

## Geographie
Jankowice Wielkie liegt rund fünf Kilometer südwestlich von Olszanka, 13 Kilometer südlich von Brzeg (Brieg) und 41 Kilometer nordwestlich von Opole (Oppeln) in der Schlesischen Tiefebene. Östlich verläuft die Bahnstrecke Nysa–Brzeg und südlich die Autobahn A4.
Nachbarorte sind im Norden Obórki (Schönfeld), im Nordosten Olszanka (Alzenau) und Pogorzela (Pogarell), im Südosten Czeska Wieś (Böhmischdorf), im Süden Przylesie Dolne (Seiffersdorf b. Grottkau) und im Südwesten Wierzbnik (Herzogswalde).

## Geschichte

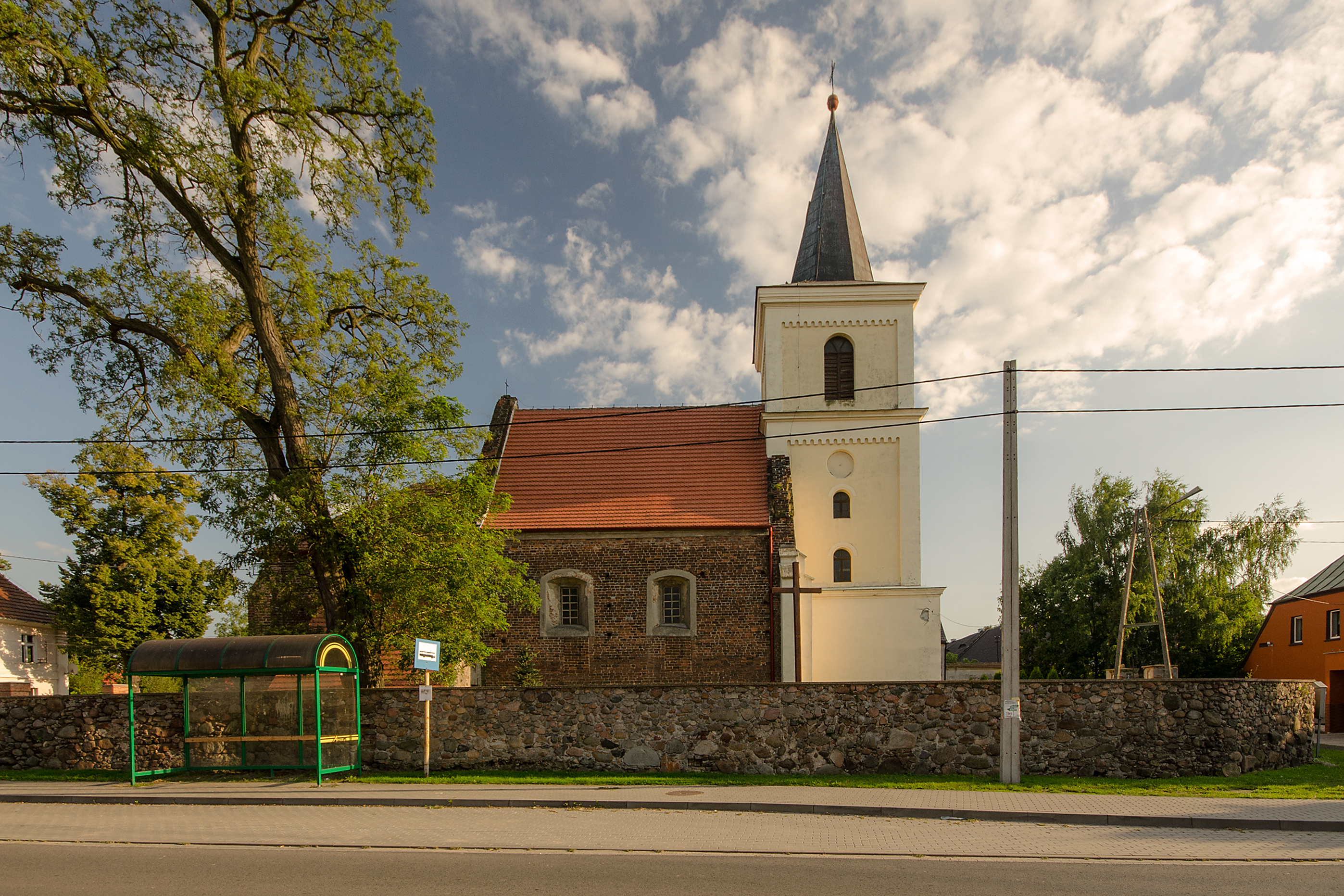
Kirche St. Maria

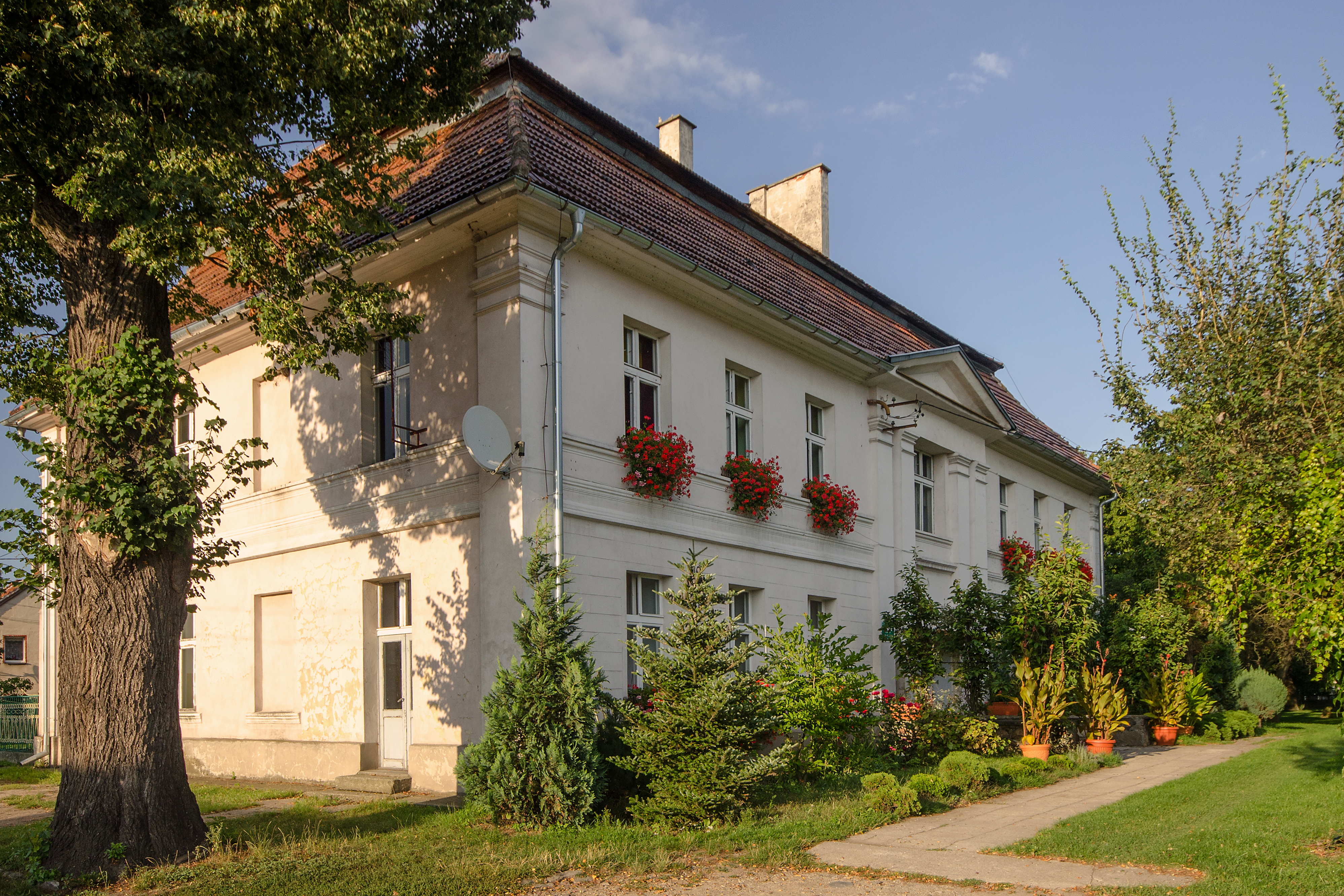
Schloss Groß Jenkwitz

„Villa Jancowitz“ wurde im Jahr 1300 erstmals erwähnt. 1334 und 1358 erfolgten Erwähnungen des Dorfes als Jenkowicz. Der Ortsname leitet sich vom Namen des Gründers ab, Dorf des Johann.
Nach dem Ersten Schlesischen Krieg 1742 fiel Groß Jenkwitz mit dem größten Teil Schlesiens an Preußen. Nach der Neuorganisation der Provinz Schlesien gehörte die Landgemeinde Groß Jenkwitz ab 1818 zum Landkreis Brieg, mit dem es  bis 1945 verbunden blieb. 1845 bestanden im Dorf eine evangelische Kirche, eine evangelische Schule, ein Schloss, ein Vorwerk, eine Brauerei, eine Brennerei und weitere 79 Häuser. Im gleichen Jahr lebten in Groß Jenkwitz 494 Bewohner, davon 31 katholisch. 1874 wurde der Amtsbezirk Groß Jenkwitz gegründet. Erster Amtsvorsteher war der Gutsbesitzer Erber. 1885 lebten 462 Bewohner in Groß Jenkwitz, 1933 waren es 521 und 1939 505 Einwohner.
Als Folge des Zweiten Weltkriegs fiel Groß Jenkwitz 1945 mit dem größten Teil Schlesiens an Polen. Nachfolgend wurde es in Jankowice Wielkie umbenannt und  Woiwodschaft Schlesien angeschlossen. Die deutsche Bevölkerung wurde, soweit sie nicht vorher geflohen war, weitgehend vertrieben. Die neu angesiedelten Bewohner waren teilweise Zwangsumgesiedelte aus Ostpolen, das an die Sowjetunion gefallen war. 1950 wurde es der Woiwodschaft Oppeln und 1999 dem neu gegründeten Powiat Breszki eingegliedert.

## Sehenswürdigkeiten
- Die Kirche St. Maria Himmelfahrt (polnisch Kościół filialny Wniebowzięcia NMP) ist eine gotische Backstein-Saalkirche mit Strebepfeilern, die Anfang des 14. Jahrhunderts errichtet, jedoch erst 1483 schriftlich erwähnt wurde. Während der Reformation wurde sie 1535 der protestantischen Gemeinde übergeben, die das Gotteshaus bis zum Übergang an Polen 1945 nutzte. Der Glockenturm ist an der Westseite. Der Hauptaltar wurde 1692 geschaffen. An der Außenwand des Chors befinden sich ganzfigurige Epitaphe aus dem 17. Jahrhundert mit dem Pastor Johann Hermann und dessen zwei Frauen. Die Kirche steht seit 1965 unter Denkmalschutz.[7]
- Vorwerk auf rechteckigem Grundriss mit zwei Geschossen und einem Walmdach wurde zu Beginn des 19. Jahrhunderts im Stil des Klassizismus im Auftrag der Familie Mache errichtet. An der Straßenseite befindet sich in der Mitte der Fassade ein Portikus mit doppelten Pilastern und einem dreieckigen Giebel.[8]
- Das Ensemble mit südlich gelegem Wirtschaftshof, Speicher, Scheune und Stallungen und einem Nebengebäude von 1854 steht seit 1965 unter Denkmalschutz.[7]

## Vereine
- Freiwillige Feuerwehr OSP Jankowice Wielkie
- Fußballverein LZS KS Jankowice Wielkie